# 숙목부인
숙목부인(肅穆夫人, 생몰년 미상)은 고려 초대 국왕 태조의 제10비이다.

## 생애
진주(지금의 충청북도 진천군) 출신이며, 성씨는 전해지지 않는다. 대광을 지낸 명필의 딸인데, 명필 역시 성씨가 전하지 않는다. 한편 태조 즉위 직후 있었던 인사이동에서 임명필(林明弼)이 순군부령에 임명되는데, 일부에서는 고려 초기 진주 출신은 대부분 임씨였던 점, 또 고려 초기에는 같은 이름의 한자표기가 여러가지로 나타날 수도 있다는 점을 근거로 임명필을 숙목부인의 아버지 명필과 동일인으로 보기도 한다. 이렇게 될 경우 숙목부인은 진천 임씨 출신이 된다.
특히 충북대학교 교수 신호철은 1997년 발표한 연구 논문 〈고려의 건국과 진주 임씨의 역할〉에서 숙목부인을 진주 임씨라고 주장하였으며, 그 혼인 시기에 대해서는 왕건이 궁예의 휘하에 있으면서 진주 지역을 정벌하러 갔을 때, 즉 고려 건국 전으로 추측하였다.
《고려사》 등에 그녀의 자세한 생애에 대한 기록은 남아있지 않으며, 생몰년이나 능지에 대한 기록도 없다. 호는 숙목부인(肅穆夫人)이다.
태조와의 사이에서 아들 원녕태자를 낳았다. 원녕태자는 진주낭군(鎭州郞君)으로도 불리며, 976년(경종 원년)에 당시 정권을 잡고 있던 왕선에게 귀족 억제 정책에 대한 복수 정책의 일환으로 살해당했다. 원녕태자는 아들 효당태자(孝當太子)를 낳았다.

## 가족 관계
- 아버지 : 대광 명필(大匡 名必)
- 어머니 : ?
  - 남편 : 제1대 태조(太祖, 877~943, 재위: 918~943)
    - 아들 : 원녕태자(元寧太子, ? ~976)